# John Lynch (homme politique)
Pour les articles homonymes, voir John Lynch et Lynch.
John Lynch, né le 25 novembre 1952 à Waltham, dans le Massachusetts, est un homme politique américain, membre du Parti démocrate et gouverneur de l'État du New Hampshire de 2005 à 2013.

## Biographie

### Enfance et études
Cinquième d'une famille de six enfants, John Lynch sort diplômé de l'université du New Hampshire en 1974 et obtient un MBA à l'université Harvard ainsi qu'une licence de droit de l'université de Georgetown.

### Carrière politique

#### Gouverneur du New Hampshire
Le 2 novembre 2004, ce riche homme d'affaires est élu gouverneur du New Hampshire en battant le titulaire républicain Craig Benson, qui devient alors le premier gouverneur sortant de l'État en soixante-dix-huit ans à être battu à la fin de son premier mandat. Lynch prête serment le 6 janvier 2005.
En décembre 2005, John Lynch était le cinquième gouverneur le plus populaire du pays, et le premier parmi les gouverneurs démocrates, avec un taux d'approbation de 69 % (Sondage SurveyUSA portant sur 600 résidents de chaque État réalisé du 9 au 11 décembre 2005. Marge d'erreur de 4 %).
Lynch est triomphalement réélu en novembre 2006 avec 74 % des voix contre 26 % au candidat républicain Jim Coburn. Ne pouvant se représenter après deux mandats, il est remplacé le 3 janvier 2013 par Maggie Hassan.

#### Convictions politiques
John Lynch est pro-choix, c’est-à-dire en faveur du droit à l'avortement.
Il est aussi partisan de la peine de mort, il promit de mettre son veto à toute loi d'abolition.

### Vie privée
Marié, John Lynch est père de trois enfants.